# Eschborn–Frankfurt 2023
Eschborn–Frankfurt 2023 war die 60. Austragung des deutschen Eintagsrennens. Das Rennen fand am 1. Mai statt und war Teil der UCI WorldTour 2023.
Den Sieg sicherte sich der Däne Søren Kragh Andersen (Alpecin-Deceuninck) in einem Sprint aus einer kleinen Gruppe, die sich rund 35 Kilometer vor dem Ziel im Anstieg des Mammolshain löste. Platz zwei ging an Patrick Konrad (Bora-hansgrohe), während Alessandro Fedeli (Q36.5) den verbliebenen Podiumsplatz belegte.

## Teilnehmende Mannschaften und Fahrer
Neben 10 UCI WorldTeams gingen auch 9 UCI ProTeams bei dem Rennen an den Start. Für jede Mannschaft waren sieben Fahrer startberechtigt, wobei die Teams UAE Team Emirates, Lotto Dstny und TotalEnergies nur mit sechs Fahrern starteten. Weiters nahm Mark Padun (EF Education-EasyPost) das Rennen nicht in Angriff. Von den 129 Startern erreichten 99 das Ziel in Frankfurt.
Mit Sam Bennett (Bora-hansgrohe), Jasper Philipsen (Alpecin-Deceuninck), Pascal Ackermann (UAE Team Emirates), Alexander Kristoff (Uno-X) und John Degenkolb (DSM) nahmen fünf ehemalige Sieger bei der 60. Austragung teil.
Als Favoriten galten in erster Linie endschnelle Fahrer wie Jasper Philipsen, Sam Bennett, Marco Haller (beide Bora-hansgrohe), Arnaud de Lie (Lotto Dstny), Michael Matthews (Jayco AlUla), Alexander Kristoff, Max Walscheid (Cofidis), Pascal Ackermann, Matteo Trentin (beide UAE Team Emirates), Nacer Bouhanni (Arkéa-Samsic), Phil Bauhaus (Bahrain Victorious), Adrien Petit (Intermarché-Circus-Wanty) und John Degenkolb.
Hinzu kamen die Klassiker-Spezialisten Søren Kragh Andersen (Alpecin-Deceuninck), Nils Politt (Bora-hansgrohe) und Rasmus Tiller (Uno-X).
| UCI WorldTeams | UCI WorldTeams        | UCI WorldTeams | UCI WorldTeams           | UCI WorldTeams | UCI WorldTeams    | UCI ProTeams | UCI ProTeams                       | UCI ProTeams | UCI ProTeams           |
| -------------- | --------------------- | -------------- | ------------------------ | -------------- | ----------------- | ------------ | ---------------------------------- | ------------ | ---------------------- |
| ACT            | AG2R Citroën Team     | GFC            | Groupama-FDJ             | DSM            | Team DSM          | BWB          | Bingoal WB                         | UXT          | Uno-X Pro Cycling Team |
| ADC            | Alpecin-Deceuninck    | IGD            | Ineos Grenadiers         | JAY            | Team Jayco AlUla  | IPT          | Israel-Premier Tech                |              |                        |
| AST            | Astana Qazaqstan Team | ICW            | Intermarché-Circus-Wanty | TFS            | Trek-Segafredo    | LTD          | Lotto Dstny                        |              |                        |
| TBV            | Bahrain Victorious    | TJV            | Jumbo-Visma              | UAD            | UAE Team Emirates | GBF          | Green Project-Bardiani CSF-Faizanè |              |                        |
| BOH            | Bora-Hansgrohe        | MOV            | Movistar Team            |                |                   | Q36          | Q36.5 Pro Cycling Team             |              |                        |
| COF            | Cofidis               | SOQ            | Soudal Quick-Step        |                |                   | TFB          | Team Flanders-Baloise              |              |                        |
| EFE            | EF Education-EasyPost | ARK            | Team Arkéa-Samsic        |                |                   | TEN          | TotalEnergies                      |              |                        |

## Streckenführung
Anders als in den vorangegangenen Austragungen, hatte sich die Strecke im Vergleich zum Vorjahr deutlich verändert. Insgesamt mussten 203,8 Kilometer zwischen Eschborn und Frankfurt zurückgelegt werden. Das Rennen startete in Eschborn in der Nähe des ehemaligen Militärflugplatzes und führte zunächst direkt nach Frankfurt, wo nach 15 Kilometern die Ziellinie das erste Mal überquert wurde. Anschließend führte die Strecke Richtung Norden in den Taunus, wo nach 46,5 Kilometern des Rennens der höchste und längste Anstieg des Rennens, der Feldberg (833 m), überquert wurde. Nun folgte eine lange Abfahrt mit mehreren Gegensteigungen, die nach Eppstein führte. Über Kelkheim und Sulzbach gelangten die Fahrer zum Mammolshain (371 m), der als Herzstück der Strecke insgesamt dreimal befahren werden musste und nach 92 Kilometern das erste Mal überquert wurde. Im Anschluss drehten die Fahrer eine kleine Runde über Kronberg und Sulzbach, ehe die zweite Auffahrt des Mammolshain etwa zur Hälfte der Renndistanz erfolgte. Anders als in den vorangegangenen Austragungen führte die Strecke im Anschluss erneut auf den Feldberg, der 86 Kilometer vor dem Ziel erreicht wurde. Nachdem die Abfahrt über Eppstein ein weiteres Mal absolviert worden war, stellte der Mammolshain die letzte Schwierigkeit der Streckenführung dar. Der höchste Punkt des Anstiegs wurde 36 Kilometer vor dem Ziel passiert, ehe die Fahrer über Kronberg und Eschborn nach Frankfurt gelangten, wo zwei Runden auf einem 6,7 Kilometer langen Rundkurs absolviert werden mussten. Die Ziellinie befand sich neben der Alten Oper.
| # |             | km    | Höhe  | Länge (km) | Ø Steigung |
| - | ----------- | ----- | ----- | ---------- | ---------- |
| 1 | Feldberg    | 46,5  | 857 m | 11         | 4,8 %      |
| 3 | Mammolshain | 92    | 371 m | 2,3        | 8,3 %      |
| 4 | Mammolshain | 107,9 | 371 m | 2,3        | 8,3 %      |
| 5 | Feldberg    | 117,8 | 857 m | 7,6        | 6,5 %      |
| 8 | Mammolshain | 167,8 | 371 m | 2,3        | 8,3 %      |
|   | Ziel        | 203,8 |       |            |            |

## Rennverlauf & Ergebnis
Mark Padun (EF Education-EasyPost) nahm das Rennen als einziger Fahrer nicht in Angriff. Unmittelbar nach dem Start setzten sich mit Max Walscheid (Cofidis), Sergio Tu (Bahrain Victorious), Jens Reynders (Israel-Premier Tech), Matteo Moschetti (Q36.5), Felipe Orts (Burgos-BH) und Ceriel Desal (Bingoal WB) sechs Fahrer vom Hauptfeld ab. Die Gruppe fuhr einen Vorsprung von rund acht Minuten heraus, ehe die Mannschaften Alpecin-Deceuninck und Bora-hansgrohe das Tempo im Peloton nach der ersten Überquerung des Feldberg erhöhten. Als der Mammolshain erreicht wurde, betrug der Vorsprung der Ausreißer nur noch rund zweieinhalb Minuten. Im Hauptfeld kam es wenig später zu einem Sturz in den unter anderen auch Emanuel Buchmann (Bora-hansgrohe) und Nacer Bouhanni (Arkéa-Samsic) involviert waren. Beide gaben das Rennen kurze Zeit später auf.
Nach der zweiten Überquerung des Mammolshain kam es in der Ausreißergruppe zu den ersten Angriffen, wobei sich der Belgier Jens Reynders als Solist von seinen ehemaligen Begleitern absetzte. Wie die übrigen Ausreißer wurde jedoch auch er auf im unteren Teil der zweiten Auffahrt des Feldberg vom Hauptfeld eingeholt, indem es immer wieder zu Angriffen kam. Das hohe Tempo führte dazu, dass die Top-Sprinter wie Jasper Philipsen (Alpecin-Deceuninck), Sam Bennett (Bora-hansgrohe), Arnaud De Lie (Lotto Dstny), sowie der viermalige Sieger Alexander Kristoff (Uno-X) zurückfielen. Auf der Kuppe verblieben lediglich 30 Fahrer in der Hauptgruppe, wobei mit Michael Matthews (Jayco AlUla) und Søren Kragh Andersen (Alpecin-Deceuninck) zwei Mitfavoriten in der Abfahrt zur Spitze des Rennens aufschlossen. Während nun das Team Jayco AlUla die erste Gruppe anführte, bildete sich rund eine Minute dahinter eine Verfolgergruppe, in der Arnaud De Lie, Alexander Kristoff und John Degenkolb (DSM) mit zahlreichen Helfern vertreten waren. Rund 66 Kilometer vor dem Ziel kam es in der Spitzengruppe zu einem Sturz in den Marc Hirschi (UAE Team Emirates) und Hermann Pernsteiner (Bahrain Victorious) verwickelt waren. Während der Schweizer das Rennen fortsetzten konnte, musste der Österreicher das Rennen aufgeben.
52 Kilometer vor dem Ziel schloss die Verfolgergruppe zur Spitzengruppe auf, wodurch sich erneut ein großes Hauptfeld bildete. Kurz darauf griff Martin Marcellusi (Green Project-Bardiani CSF-Faizanè) an und konnte sich als Solist entscheidend absetzten. Der Italiener fuhr einen Vorsprung von über einer Minute heraus und erreichte rund 40 Kilometer vor dem Ziel den Schlussanstieg des Mammolshain. Er überquerte die Kuppe mit einem Vorsprung von rund 40 Sekunden, während dahinter Marc Hirschi das Tempo erhöhte. Durch den Angriff des Schweizers gingen Lücken im Hauptfeld auf und es lösten sich acht Fahrer, die wenig später zu dem Spitzenreiter aufschlossen. In der Abfahrt kam ein weiterer Fahrer hinzu, womit nun zehn Fahrer in der ersten Gruppe vertreten waren. Obwohl sich dahinter eine große Verfolgergruppe um die verbliebenen Sprinter bildete, baute die Spitzengruppe ihren Vorsprung weiter aus und lag bei der ersten Zieldurchfahrt bereits rund eine Minute voran. Rund zwei Kilometer vor dem Ziel versuchte sich Georg Zimmermann (Intermarché-Circus-Wanty) von der Spitzengruppe abzusetzen, was ihm jedoch nicht gelang. Im Sprint setzte sich schlussendlich Søren Kragh Andersen durch, der den Sprint an erster Position liegend eröffnet hatte. Dahinter gingen die weiteren Podiumsplätze an Patrick Konrad (Bora-hansgrohe) und Alessandro Fedeli (Q36.5), ehe die Verfolgergruppe das Ziel mit einem Rückstand von 18 Sekunden erreichte.
| Platz | Fahrer               | Nation | Team                               | Zeit                   |
| ----- | -------------------- | ------ | ---------------------------------- | ---------------------- |
| 01.   | Søren Kragh Andersen | DEN    | Alpecin-Deceuninck                 | 4:51:27 h (41,95 km/h) |
| 02.   | Patrick Konrad       | AUT    | Bora-hansgrohe                     | "                      |
| 03.   | Alessandro Fedeli    | ITA    | Q36.5 Pro Cycling Team             | "                      |
| 04.   | Marc Hirschi         | SUI    | UAE Team Emirates                  | "                      |
| 05.   | Lorenzo Rota         | ITA    | Intermarché-Circus-Wanty           | "                      |
| 06.   | Georg Steinhauser    | GER    | EF Education-EasyPost              | "                      |
| 07.   | Georg Zimmermann     | GER    | Intermarché-Circus-Wanty           | "                      |
| 08.   | Stephen Williams     | GBR    | Israel-Premier Tech                | "                      |
| 09.   | Ben Hermans          | BEL    | Israel-Premier Tech                | "                      |
| 010.  | Martin Marcellusi    | ITA    | Green Project-Bardiani CSF-Faizanè | + 0:03                 |